# Герб Покрова (Владимирская область)
Исторический герб городского поселения «Город Покров» Петушинского района Владимирской области Российской Федерации.

## Описание герба
«В верхней части герб Владимирский; в нижней части - „в синем поле две выходящие из облака руки, держащие золотой покров“».

## История герба
Исторический герб уездного города Покров был Высочайше утверждён 16 августа 1781 года императрицей Екатериной II вместе с другими гербами городов Владимирского наместничества (ПСЗРИ, 1781, Закон № 15205).
Подлинное описание герба уездного города Покров гласило: 

«Въ синемъ полҍ двҍ изъ облакъ руки, держащія золотоё покровъ, означающій имя сего города».— ПСЗРИ, 1781, Закон № 15205.
В верхней части герба Покрова размещался герб Владимирский.
В 1859 году, в период геральдической реформы Кёне, был составлен проект герба города Покрова: В лазоревом щите серебряный с золотой бахромой покров, поддерживаемый 4 выходящими из углов щита серебряными руками в золотых одеждах. В вольной части щита — герб Владимирской губернии, за щитом два золотых молотка, соединённых Александровской лентой.
В советское время исторический герб Покрова не использовался.
В постсоветский период решения о возрождении или восстановлении исторического герба города в качестве официального символа Покрова, городскими властями не принимались.